# Dardanup (ort)
Dardanup är en ort i Australien. Den ligger i kommunen Dardanup och delstaten Western Australia, omkring 160 kilometer söder om delstatshuvudstaden Perth.
Närmaste större samhälle är Bunbury, omkring 13 kilometer nordväst om Dardanup. 
Trakten runt Dardanup består till största delen av jordbruksmark. Runt Dardanup är det glesbefolkat, med 13 invånare per kvadratkilometer. Genomsnittlig årsnederbörd är 1 014 millimeter. Den regnigaste månaden är maj, med i genomsnitt 183 mm nederbörd, och den torraste är februari, med 9 mm nederbörd.